# Кнут, Густав
Густав Адольф Карл Фридрих Кнут (нем. Gustav Adolf Karl Friedrich Knuth; 7 июля 1901, Брауншвейг — 1 февраля 1987, Кюснахт) — немецкий и швейцарский актёр. Снялся в более чем ста кинофильмах. После Второй мировой войны принял швейцарское гражданство.

## Биография
Родился 7 июля 1901 года в Брауншвейге в семье кондуктора рейхсбана. Отец отправил его учиться слесарному делу, однако он бросил обучение ради уроков актёрского мастерства у Казимира Париса в Брауншвейге. В 1918 году получил первую роль в Хильдесхайме, в 1919—1922 годах работал в городском театре Гамбурга. В 1922—1925 годах — в театре Базеля. В 1933—1936 годах состоял в труппе Немецкого драматического театра в Гамбурге, где получил приглашение в Прусский государственный театр, в котором он оставался до 1945 года. С 1949 года работал в драматическом театре Цюриха, где играл вместе с Терезой Гизе.
В кино Густав Кнут снимался с 1935 года. Считал своей лучшей работой роль в фильме Хельмута Койтнера «Под мостами». Он также получил известность благодаря роли герцога Макса Баварского в трилогии Эрнста Маришки «Сисси». В 1979 году снялся в заглавной роли Густава Хартмана в фильме Вольфганга Штаудте «Железный Густав». Последняя киноработа Густава Кнута — роль в фильме «Бокерер».
Густав Кнут был женат на актрисе Густль Буш, их общий сын Клаус Кнут также стал актёром. Брак распался в 1930-е годы. Впоследствии Кнут женился на актрисе Элизабет Леннарц.
В 1974 году опубликовал мемуары «С улыбкой в петлице». Умер от инфаркта миокарда. Похоронен в Кюснахте.

## Фильмография
- 1935: Der Ammenkönig
- 1937: Heimweh
- 1938: Schatten über St. Pauli
- 1939: Der Vorhang fällt
- 1939: Mann für Mann
- 1939: Das Lied der Wüste
- 1940: Zwischen Hamburg und Haiti
- 1940: Das Mädchen von Fanö
- 1941: Friedemann Bach
- 1944: Улица Большая Свобода, 7 — Große Freiheit Nr. 7
- 1945: Das Leben geht weiter
- 1945: Под мостами — Unter den Brücken
- 1951: Das seltsame Leben des Herrn Bruggs
- 1952: Der fröhliche Weinberg
- 1952: Palace Hotel
- 1954: Auf der Reeperbahn nachts um halb eins
- 1954: Похищение сабинянок — Raub der Sabinerinnen
- 1955: Крысы — Die Ratten
- 1955: Ich denke oft an Piroschka
- 1955: 08/15 in der Heimat
- 1955: Небо без звёзд — Himmel ohne Sterne
- 1955: Сисси — Sissi
- 1956: Hengst Maestoso Austria
- 1956: Der Bettelstudent
- 1956: Heute heiratet mein Mann
- 1956: Wenn wir alle Engel wären
- 1956: s’Waisechind vo Engelberg
- 1956: Сисси — молодая императрица — Sissi — Die junge Kaiserin
- 1957: Сисси. Трудные годы императрицы — Sissi — Schicksalsjahre einer Kaiserin
- 1957: Robinson soll nicht sterben
- 1957: Ein Stück vom Himmel
- 1957: Der 10. Mai
- 1957: Wenn Frauen schwindeln
- 1958: Ihr 106. Geburtstag
- 1958: Das Dreimäderlhaus
- 1958: Kleine Leute mal ganz groß
- 1958: Der schwarze Blitz
- 1958: Hoch klingt der Radetzkymarsch
- 1959: Alle lieben Peter
- 1959: Будденброки — Buddenbrooks
- 1960: Kein Engel ist so rein
- 1960: Conny und Peter machen Musik
- 1960: Das kunstseidene Mädchen
- 1960: An heiligen Wassern
- 1960: Drei schräge Vögel
- 1960: Der Herr mit der schwarzen Melone
- 1961: Der Lügner
- 1961: Eine hübscher als die andere
- 1963: Die Nylonschlinge
- 1963: Meine Tochter und ich
- 1963: Rote Lippen soll man küssen
- 1964: Das hab ich von Papa gelernt
- 1964: Heiß weht der Wind
- 1964: Jetzt dreht die Welt sich nur um dich
- 1965: Schüsse im 3/4 Takt
- 1965: Heidi
- 1965: Der Kongreß amüsiert sich
- 1966: Onkel Filser — Allerneueste Lausbubengeschichten
- 1969: Pepe der Paukerschreck
- 1981: Бокерер — Der Bockerer